# Loretto Petrucci
Loretto Petrucci (Capostrada di Pistoia, 18 de agosto de 1929 - 17 de junio de 2016) fue un ciclista italiano que fue profesional entre 1949 y 1960.
Llamado Le Météore, es recordado principalmente por sus dos victorias consecutivas en la Milán-San Remo, en 1952 y 1953. Fue gregario de Fausto Coppi con quien tuvo importantes diferencias en el equipo Bianchi. Estas supusieron su marcha del equipo en 1953. Consiguió un total de 11 victorias.
Antes de pasar a profesional disputó los Juegos Olímpicos de Londres de 1948.

## Palmarés
1951
- Giro de la Toscana
- 1 etapa de la Roma-Nápoles-Roma

1952
- Milán-San Remo

1953
- Milán-San Remo
- París-Bruselas
- Challenge Desgrange-Colombo
- 3º en el Campeonato de Italia en Ruta

1955
- Giro del Lazio

## Resultados en las Grandes Vueltas y Campeonatos del Mundo
| Carrera         | 1949 | 1950 | 1951 | 1952 | 1953 | 1954 | 1956 | 1957 | 1958 | 1959 | 1960 |
| --------------- | ---- | ---- | ---- | ---- | ---- | ---- | ---- | ---- | ---- | ---- | ---- |
| Giro de Italia  | -    | -    | Ab.  | 67.º | -    | Ab.  | -    | -    | -    | -    | -    |
| Tour de Francia | -    | -    | -    | -    | -    | -    | -    | -    | -    | -    | -    |
| Vuelta a España | -    | -    | -    | -    | -    | -    | -    | -    | -    | -    | -    |
| Mundial en Ruta | -    | -    | -    | 10º  | Ab.  | -    | -    | -    | -    | -    | -    |

-: no participa 

Ab.: abandono 